# Peter Frederick Strawson
Profesor Sir Peter Frederick Strawson, angleški filozof, * 23. november 1919, London, ZK, † 13. februar 2006, London.